# Kuboo Self-Storage
A KUBOO é uma empresa portuguesa de Self-Storage criada em 2018 por dois amigos  tendo como objetivo responder à necessidade de espaço de armazenamento em Portugal, sobretudo no distrito de Lisboa, ao mesmo tempo que procura reinventar todo o processo de armazenamento, tornando-o mais acolhedor e humano, onde cada pessoa é tratada com tempo e dedicação.  O seu primeiro armazém, que serve também como sede, abriu portas no início de 2019 e está localizado em Carnaxide, Oeiras, Portugal. 

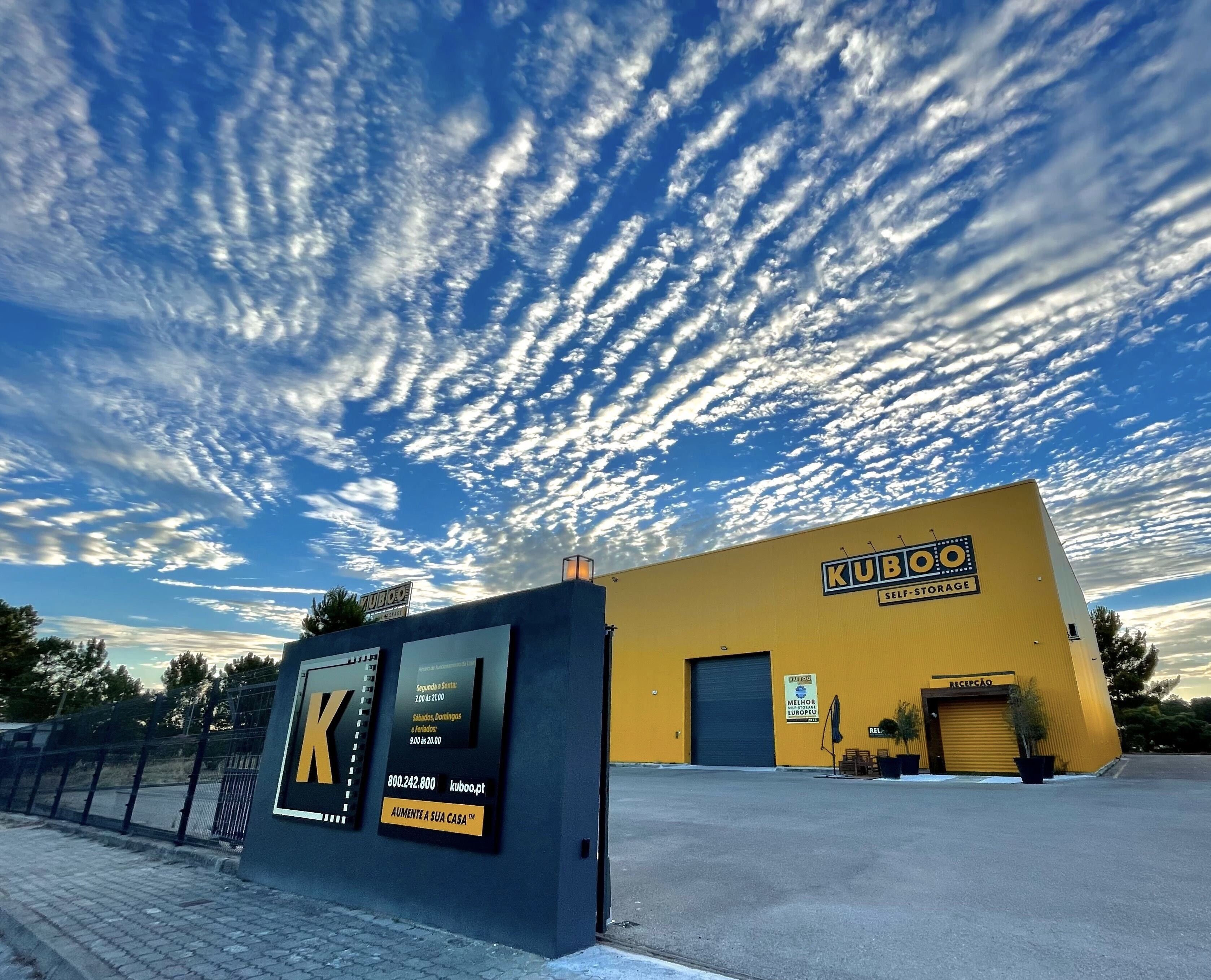
Entrada do parque de estacionamento e fachada da KUBOO Seixal

Atualmente a KUBOO possui 3 dos maiores armazéns a operar em Portugal, distribuídos por três zonas: a KUBOO Carnaxide em Oeiras, a KUBOO Carcavelos/Abóboda em Cascais e a KUBOO Seixal na margem sul de Lisboa,   totalizando mais de 3.000 unidades (ou kuboos) de 1 a +30 m2. 

## Proposta de Valor
De acordo com o seu slogan "Aumente a sua casa" e entrevistas com os fundadores e gerentes de loja, a empresa objetiva ser uma extensão das casas e escritórios dos clientes afirmando colocá-los em primeiro lugar. As suas receções estão desenhadas com um ambiente acolhedor, idêntico a uma sala de estar.
Complementarmente, a empresa criou e segue um processo de recrutamento seletivo e estruturado de modo a construir equipas coesas e orientadas para as pessoas, sendo que todo os trabalhadores falam pelo menos dois idioma (português e inglês).

## Papel na comunidade
Desde a sua fundação que a empresa cria e dinamiza diversas parcerias com associações, instituições e ONGs presentes nas comunidades em que se insere. São exemplos a QUERCUS (todos os anos os funcionários da KUBOO plantam uma árvore autóctone por cada novo cliente), a Missão Partilhar (apoiando os mais desfavorecidos através da recolha e distribuição de roupa, refeições e outros bens para necessidades específicas), o Instituto Português do Sangue e da Transplantação (organizando nas suas instalações colheitas de sangue e registo de dadores de medula óssea), oferecendo espaço de armazenamento a associações sem fins lucrativos, GS Carcavelos (pagando quotas a crianças com menos posses para que possam praticar desporto federado), entre outras iniciativas.
Desde 2023 que a KUBOO em conjunto com o Instituto Português de Educação e Investigação Pedagógica (IPEIP) e em parceria com o C.F. "os Belenenses", planeiam e organizam uma celebração do Dia Internacional da Pessoa com Deficiência (3 de Dezembro) consistindo num dia de atividades desportivas e artísticas no Estádio do Restelo. O evento destina-se a jovens das escolas de Lisboa (do ensino especial e regular) e tem como objetivo sensibilizar os mais novos para a igualdade, a amizade e o respeito apesar das diferenças entre si. A primeira edição, em 2023, contou com cerca de 50 crianças e jovens, e a segunda, em 2024, com mais de 190. As entidades organizadoras ambicionam fazer deste evento um marco na celebração da diversidade em Portugal face à escassa oferta de eventos que assinalem a data.

## Prémios e Distinções

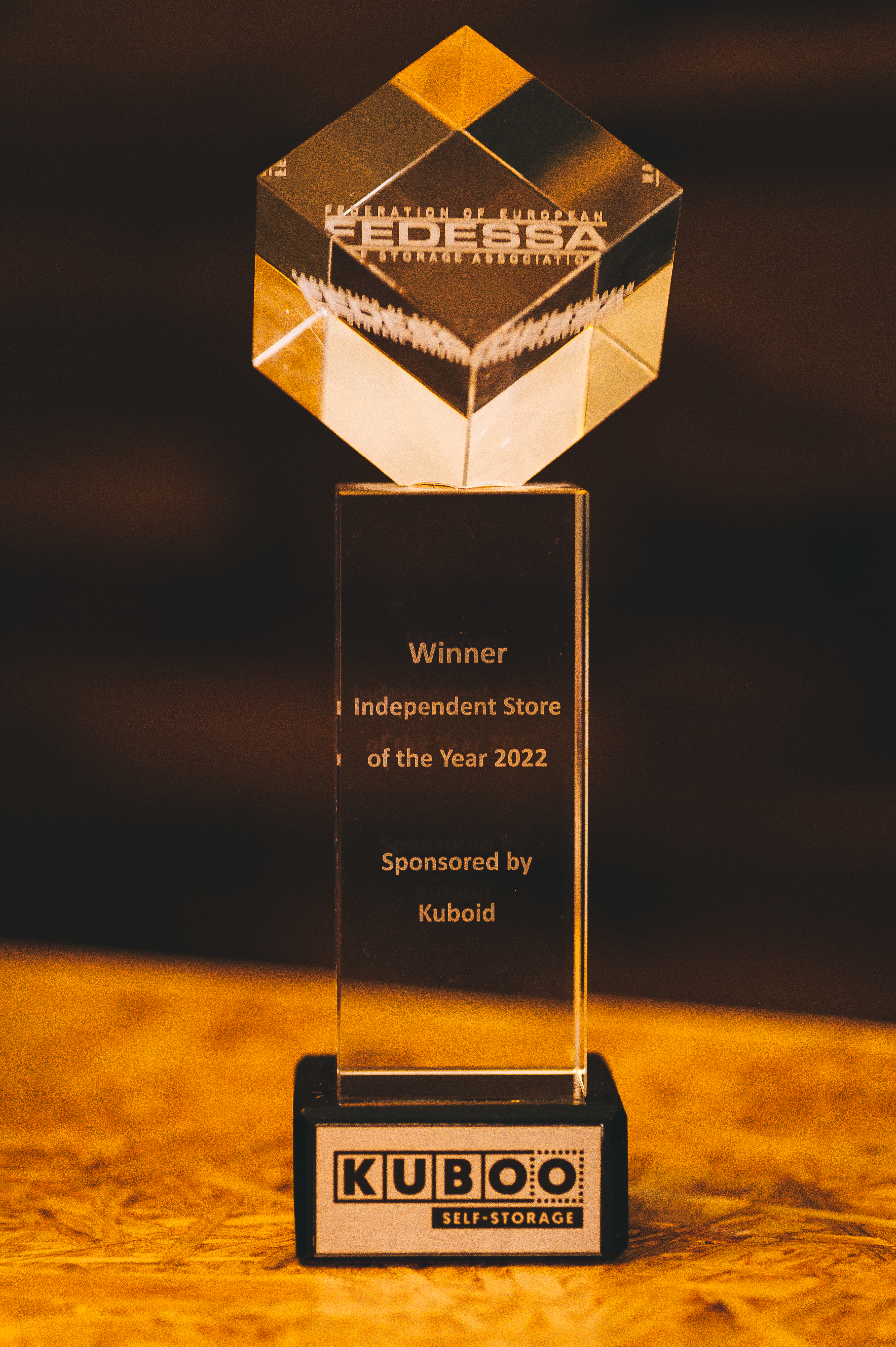
Prémio de Loja Independente do Ano atribuído pela Fedessa Association conquistado pela KUBOO Self-Storage em 2022

A KUBOO está associada à Federação Europeia de Associações de Self-Storage (FEDESSA), tendo sido distinguida com o Prémio Operador Independente do Ano nos Prémios FEDESSA 2022, o primeiro self-storage português a receber esta distinção e somente 3 anos após a sua fundação.

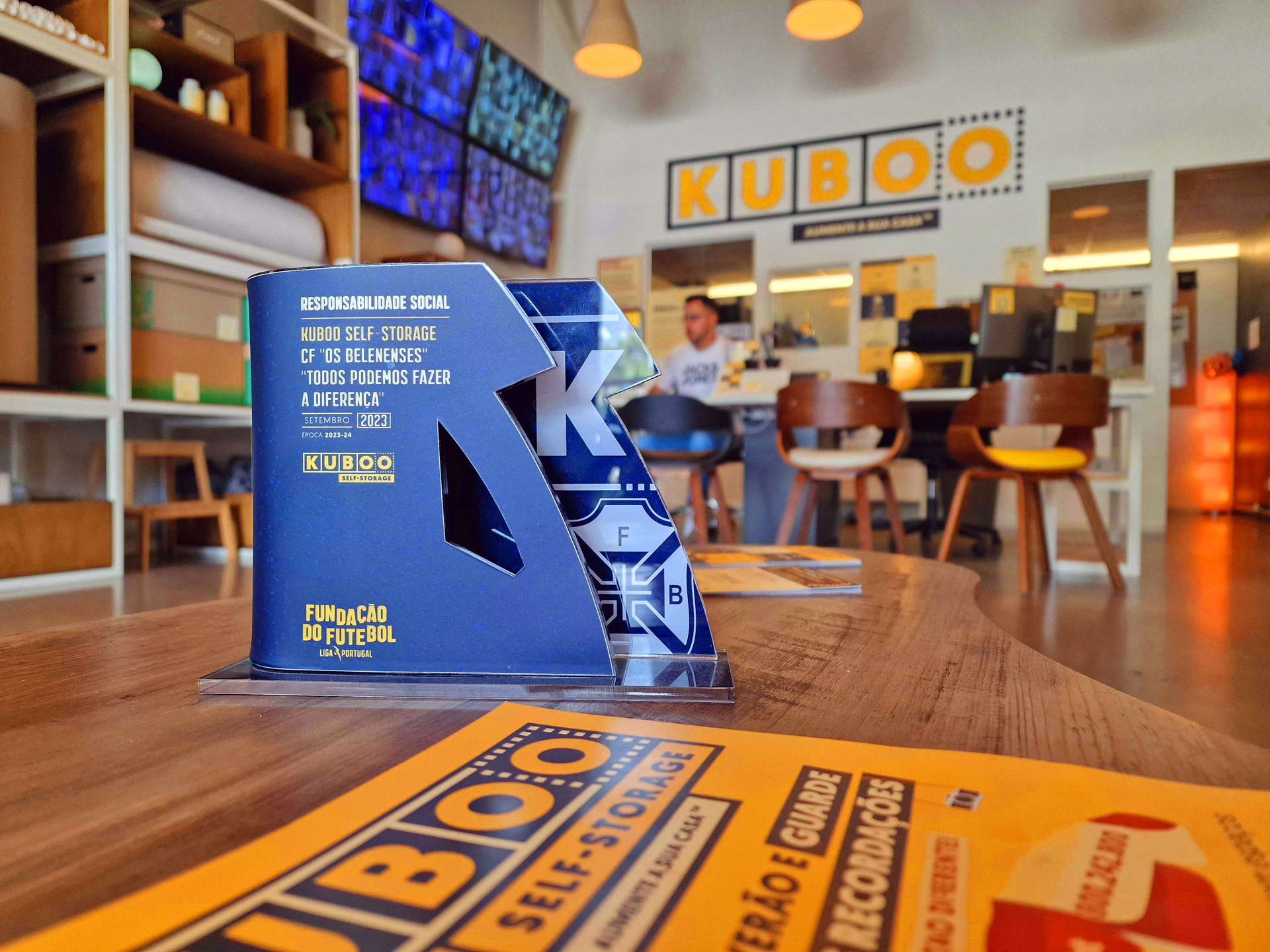
Prémio de Responsabilidade Social atribuído pela Liga Portugal conquistado pela KUBOO Self-Storage e o CF “os Belenenses” em Setembro de 2023

Em Setembro de 2023, a KUBOO e o Instituto Português do Sangue e da Transplantação associaram-se ao CF "Os Belenenses", que à data disputava a 2ª Divisão da Liga Portuguesa de Futebol, para uma Campanha de Doação de Sangue e Registo de Dadores de Medula Óssea com o nome "Todos Podemos Fazer a Diferença" à qual foi atribuída o Prémio de Responsabilidade Social do mês de Setembro da Fundação do Futebol da Liga Portugal.